# Rimsko-galske vojne
V skoraj štirih stoletjih se je Rimska republika borila v vrsti vojn proti različnim keltskim plemenom, ki so jih skupaj opisovali kot Galli ali Galci. Med glavnimi galskimi ljudstvi, ki so jih grški in rimski pisci opisovali kot antagoniste, so bili Senoni, Insubri, Boji in Gezati.
Rimljani so se prvič spopadli z Galci, ki so v Italijo vstopili s severa. Nekateri od teh so se naselili na ozemljih južno od Alp, ki so postala znana kot Cisalpinska Galija: "Galija na tej strani Alp". Galske vojske, nekatere so se morda borile kot najemniki v službi mest Magna Graecia, so v četrtem stoletju plenile ozemlje v Etruriji in Laciju, znano po tem, da so opustošile Rim okoli 390 pr. n. št.
Po samnitskih vojnah in punskih vojnah, v katerih so galske sile včasih sodelovale z rimskimi sovražniki, so se Rimljani znašli v skoraj popolnem nadzoru nad Italijo, vključno s Cisalpinsko Galijo. Ko so utrjevali svoje pridobitve, so se spopadli z galskimi plemeni na mejah svojega rastočega imperija in kasnejši konflikti so se zgodili v Alpah in onkraj njih. V prvem stoletju pr. n. št. so Cezarjeve kampanje v Galiji prinesle večino galskega ozemlja v zahodni Evropi pod rimski nadzor.

## Cisalpinske vojne
Glavni konflikti na italijanski strani Alp vključujejo:
390 pr. n. št.: poglavar Bren (4. stoletje pr. n. št.) vodi Senone v Clusium v Etruriji. Rim pošlje vojsko, da bi pregnal Senone, ki jih Senoni premagajo v bitki pri Aliji. Bren vodi svoje može v Rim, vstopi v mesto brez nadaljnjega odpora in ga opleni. Odidejo naloženi z plenom, ki je bil po različnih tradicijah povrnjen, ko so Gale premagali ali vojska iz Caere ali rimski junak Mark Furij Kamil.
367 pr. n. št.: Galsko odpravo naj bi premagal Mark Furij Kamil, vendar je zgodovinskost te epizode dvomljiva.
361–358 pr. n. št.: Gali, zavezniki Tiburja, napadejo rimsko ozemlje med vojno tega mesta z Rimom. Tit Manlij Imperios Torquatus si prisluži priimek Torquatus po tem, ko v dvoboju premaga galskega prvaka in si vzame njegov torc - nahrbtnik kot trofejo.
350–349 pr. n. št.: Gali opustošijo Latij in Latinska zveza zavrne neposredno pomoč Rimu. Kljub različnim težavam Rimljani premagajo svoje napadalce, in mladi Mark Valerij Korv si prisluži večno slavo z ubitjem velikanskega Gala v dvoboju, s pomočjo vrana, po katerem si nadene priimek.
331 pr. n. št.:Rimljani sklenejo mir z Galci, ki traja skoraj trideset let.
302 pr. n. št.: Galci prečkajo Alpe v Cisalpsko Galijo, kjer jim prej naseljena galska plemena dovolijo prehod proti jugu. Nekateri od slednjih se pridružijo pohodu, prav tako nekateri Etruščani. Ropajo rimsko ozemlje in se umaknejo z plenom, nato pa se začnejo boriti med seboj.
295 pr. n. št.: Med tretjo samnitsko vojno se z Rimom bori zavezništvo Samnitov, Galcev, Etruščanov in Umbrov. Po začetnem porazu Rimljani dosežejo veliko zmago v bitki pri Sentinu pod konzuloma Kvintom Fabijem Maksimom Rulijanom in Publijem Decijem Musom, ki se posveti in umre v bitki.
284 pr. n. št.: Galci oblegajo Arecij. Rimljani se odpravijo na pomoč mestu, vendar jih Galci premagajo v bitki pri Areciju. Rim nato pošlje kazensko odpravo na sever, ki premaga Senone in jih izžene z njihovega ozemlja, ki ga Rim zasede. Nato leta 283 pr. n. št. Boji z etruščanskimi zavezniki napadejo Rim. Rim zmaga v bitki pri jezeru Vadimo (283 pr. n. št.).
225 pr. n. št.: Insubri in Boji najamejo alpske Galce, Gezate, da se jim pridružijo in napadejo Rim. Galci so premagali Rimljane pri Faesulah, vendar so kasneje Rimljani premagali Galce pri Telamonu.
223–193 pr. n. št.: Potem je sledila usklajena rimska politika, usmerjena v osvajanje galskih ozemelj južno od Alp. Rim je napadel ozemlje Insubrov leta 223 pr. n. št. in zavzel Clastidium, Acerrae (Cisalpska Galija) in Mediolanum leta 222 pr. n. št. Rim se je boril s Kartagino v drugi punski vojni (218–201 pr. n. št.), in Galci so se običajno postavili na stran Kartagine. Po vojni je Rim zavzel Bononio (196 pr. n. št.), Placentio (194 pr. n. št.), in Mutino (193 pr. n. št.). Po Strabonu so se mnogi preživeli Boji umaknili na sever čez Alpe v deželo, ki je kasneje postala znana kot Boihaemum, vendar je bilo območje po vsej verjetnosti že naseljeno z Boji pred njihovo podreditvijo v Italiji.

## Transalpski konflikti
125–121 pr. n. št.: Rimljani so prečkali Alpe in se najprej borili proti Saluvijem in Vokontijem, nato pa proti Alobrogom in [[|arverni|Arvenom]]. Galci so bili odločno poraženi v bitki pri Vindaliju in bitki pri reki Isère leta 121 pr. n. št. Ozemlje Allobrogov je bilo pozneje priključeno in vključeno v rimsko provinco, znano kot Gallia Transalpina, pozneje Narbonska Galija.
109 pr. n. št.: Med kimbrijsko vojno Kimbri premagajo konzula Marcusa Junija Silana (konzul 109 pr. n. št.). Leta 107 pr. n. št. Kimbri in Ambroni, skupaj s svojimi zavezniki Helveti, premagajo rimsko vojsko blizu Agendicuma v bitki pri Burdigali, v kateri je ubit konzul Lucij Kasij Longin (konzul 107 pr. n. št.).
58–50 pr. n. št.: Cezar vodi vrsto pohodov po Galiji, ki jih podrobno kronizira. Rezultat je skoraj popolna podreditev dežele med Atlantikom in Renom. Potem, ko odkrije, da nekateri Galci prejemajo pomoč iz Britanije, Cezar izvede prvo rimsko vojaško odpravo na ta otok.
40–37 pr. n. št.: Zaradi nemirov v Galiji Mark Vipsanij Agripa začne z pohodi proti Akvitanom, ki jih premaga.
28–27 pr. n. št.: Mark Valerij Mesala Korvin zatre upor v Akvitaniji, za kar praznuje triumf.

## opombe
1. ↑  390 je tradicionalni datum po Varronovi kronologiji. Polibij dogodek postavlja približno tri do štiri leta kasneje.[3]